# Johan Georg Breuer
Johan Georg (Hans Jürgen) Breuer, död efter 1695, var en svensk-tysk myntmästare och medaljgravör.
Breuer var antagligen född i Tyskland. Han var stämpel- och medaljgravör hos Abraham Cronström från omkring 1666. Han utförde perioden 1666-1669 ett flertal medaljer, del åt kungahuset, dels åt enskilda stormän, samt åtta i koppar drivna runda medaljonger med symboliska framställningar för Hedvig Eleonoras paradsängkammare på Drottningholms slott. Bland hans bättre medaljer från denna tid märks medaljerna över Karl Gustaf Wrangel, medaljer över Karl X Gustavs tåg över Stora Bält, ett par över Karl XI, över Gustav Bonde, Seved Bååt och Per Brahe. Breuer var även verksam vid utsmyckningen av Riddarhuset. 1669 blev han utsedd till förvaltare av myntverket sedan Abraham Cronström fråntagits ansvaret. Breuer visade sig få stora bekymmer att få igång verksamheten sedan Cronström avlägsnat all utrustning och arbetarna var lojala med Cronström. Han lämnade redan samma år tjänsten. Han visades därefter en tid i Danmark. 1675-84 var han staden Breunschweigs myntmästare, och graverade medaljer för ett flertal furstehus såsom Sachsen-Weissenfels, Sachsen-Lauenburg, Schleswig-Holstein-Gottorp och Mecklenburg-Güstrow. 1695 bodde han i Altona. Sina främsta medaljer skapade han under sin tiden i Tyskland, däribland en över Karl Rabenhaubt, freiherr von Sucha 1672. En känd medalj är även den av hertig August von Sachsen-Weissenfels signerad J. G. B., vilken brukar tillskrivas Breuer.